# Joan Rice
Joan Rice (3 de fevereiro de 1930 - 1 de janeiro de 1997) foi uma atriz inglesa.
Rice é mais conhecida por seu papel como Dalabo no filme His Majesty O'Keefe (1954) o qual co-protagonizou com Burt Lancaster. Ela interpretou Lady Marian em The Story of Robin Hood and His Merrie Men (1952).
Também atuou como a esposa de Graverobbers em "The Horrors Of Frankenstein".

## Filmografia
- Blackmailed (1951)
- One Wild Oat (1951)
- Curtain Up (1952)
- The Story of Robin Hood and His Merrie Men (1952)
- Gift Horse (1952)
- A Day to Remember (1953)
- The Steel Key (1953)
- His Majesty O'Keefe (1954)
- The Crowded Day (1954)
- Operation Bullshine (1959)
- Payroll (1961)
- The Horror of Frankenstein (1970)